# بويان دبييتش
بويان دبييتش (بالصربية: Бојан Дубајић)‏ هو لاعب كرة قدم صربي في مركز الهجوم، ولد في 1 سبتمبر 1990 في نوفي ساد في صربيا. لعب مع باتي بوريسوف ولو مون لوزان ونادي آكتوبه ونادي لوغانو.

## وصلات خارجية
- بويان دبييتش على موقع الاتحاد الأوربي (الإنجليزية)
- بويان دبييتش على موقع إي إس بي إن إف سي (الإنجليزية)
- بويان دبييتش على موقع قاعدة بيانات كرة القدم.إي يو (الإنجليزية)
- بويان دبييتش على موقع Soccerbase.com (لاعب) (الإنجليزية)
- بويان دبييتش على موقع Soccerway.com (الإنجليزية)
- بويان دبييتش على موقع عالم كرة القدم.نت (الإنجليزية)